# Pierre-Yves Barré
Pierre-Yves Barré (Parigi, 17 aprile 1749 – Parigi, 2 maggio 1832) è stato un commediografo e paroliere francese.

## Biografia
Iniziò come avvocato nel parlamento francese, poi impiegato di tribunale a Pau, ma come nipote del paroliere Pierre Laujon si mosse sempre più verso una vita nel teatro. Con  Piis, Jean-Baptiste Radet e Desfontaines-Lavallée, nel 1792 fondò il Théâtre du Vaudeville (che diresse fino al 1815) sostituito poi da Marc-Antoine Désaugiers in rue de Chartres-Saint-Honoré.
Napoleone fu inizialmente "scontento del suo teatro a causa delle allusioni anti-repubblicane che faceva ogni sera" ma nel 1805 gli ordinò di recarsi a Boulogne-sur-Mer per intrattenere le forze francesi durante la programmata invasione dell'Inghilterra.

## Opere scelte
- Cassandre, 1780.
- Arlequin aficheur.
- Mr. Guillaume ou le voyageur inconnu, 1800.
- Lantara ou le peintre au cabaret, 1809